# Lijst van woonplaatsen in Flevoland
Een woonplaats is volgens de wet basisregistraties adressen en gebouwen (BAG) een "door het bevoegde gemeentelijke orgaan als zodanig aangewezen en van een naam voorzien gedeelte van het grondgebied van de gemeente." Iedere Nederlandse gemeente is verplicht haar volledige grondgebied in te delen in een of meer woonplaatsen. Het Kadaster, de beheerder van de Landelijke Voorziening BAG, kent aan iedere woonplaats een woonplaatscode toe. Deze wordt tussen haakjes achter de naam van de woonplaats weergegeven.

## Almere

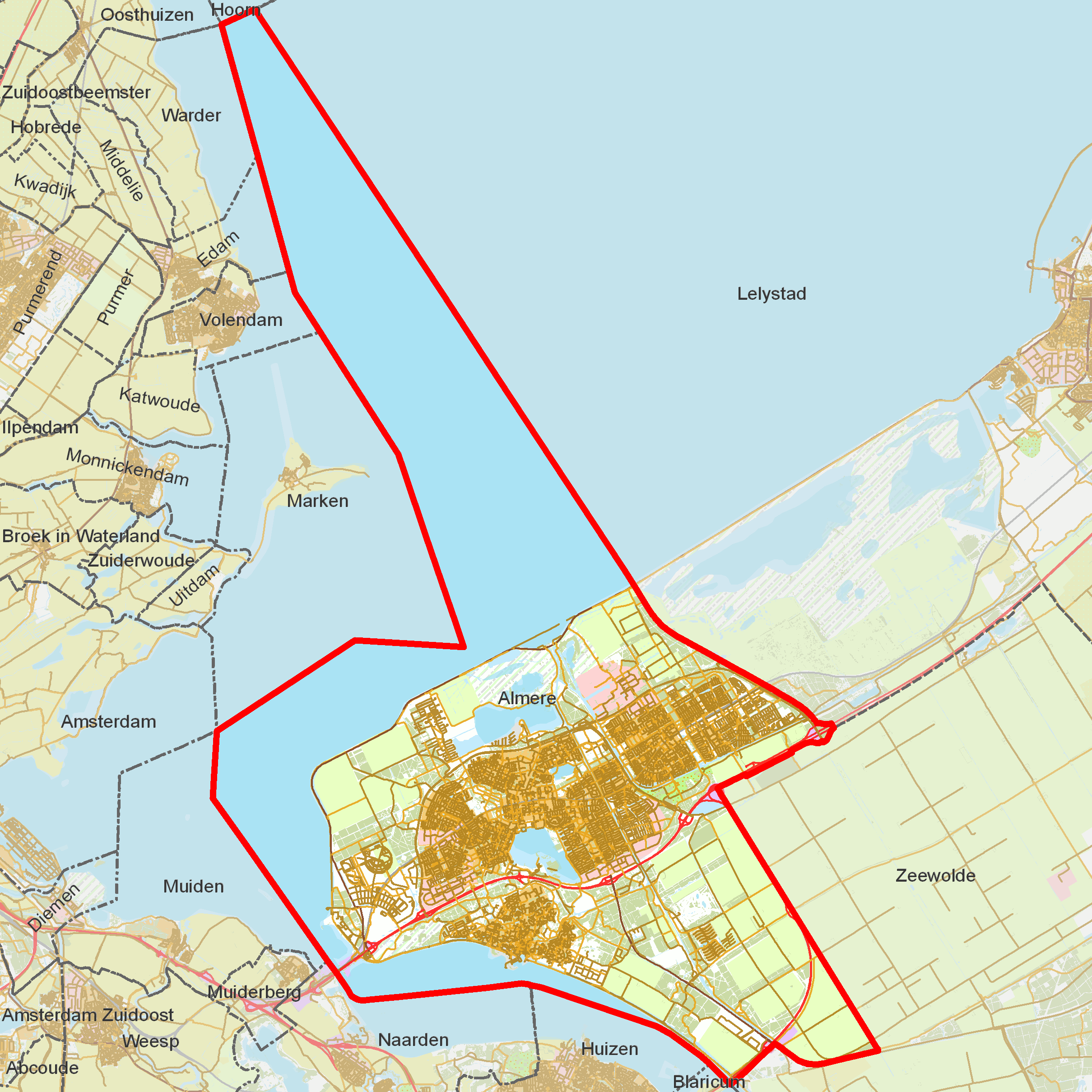
Woonplaatsen in de gemeente Almere

- Almere (1270)

## Dronten

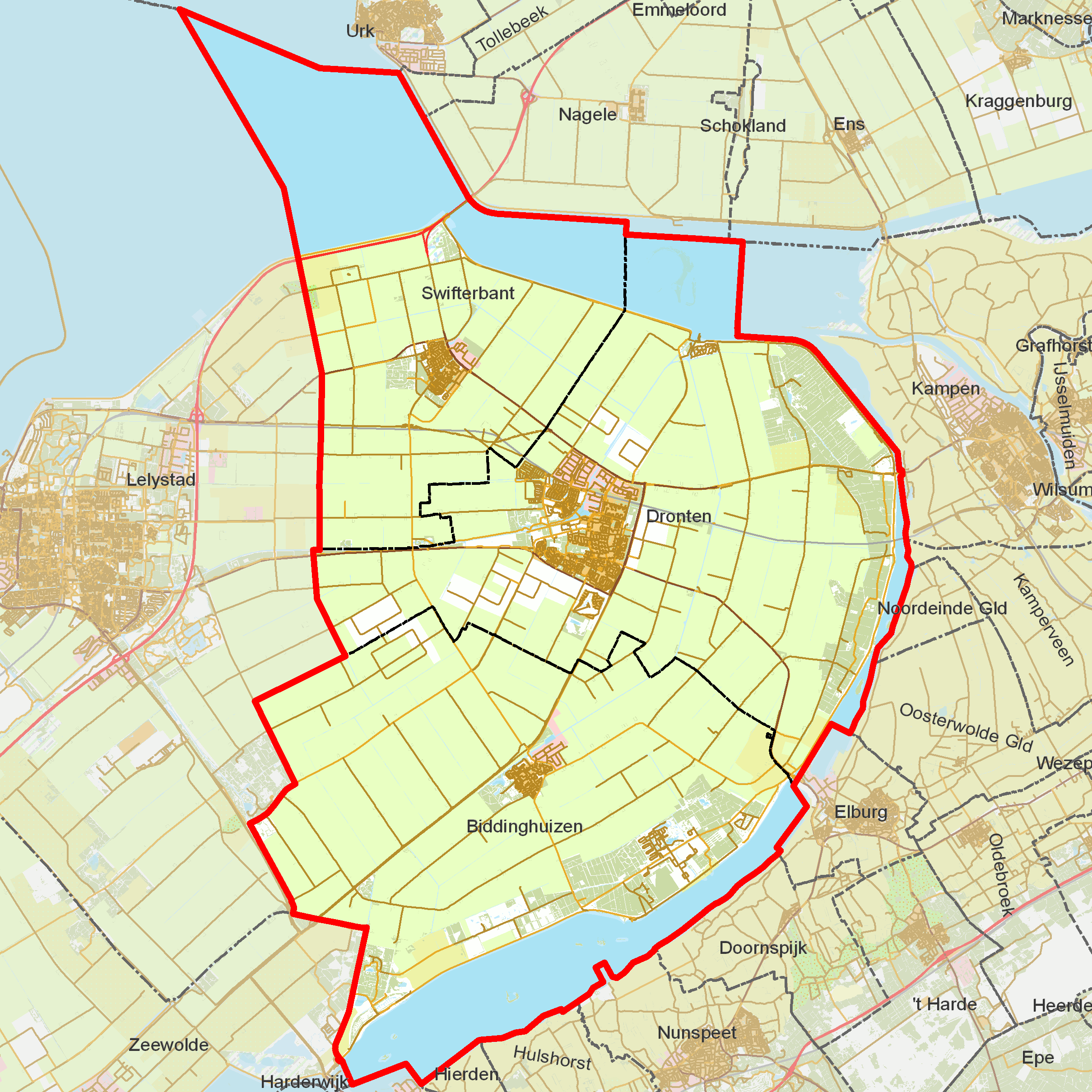
Woonplaatsen in de gemeente Dronten

- Biddinghuizen (2429)
- Dronten (2430)
- Swifterbant (2431)

## Lelystad

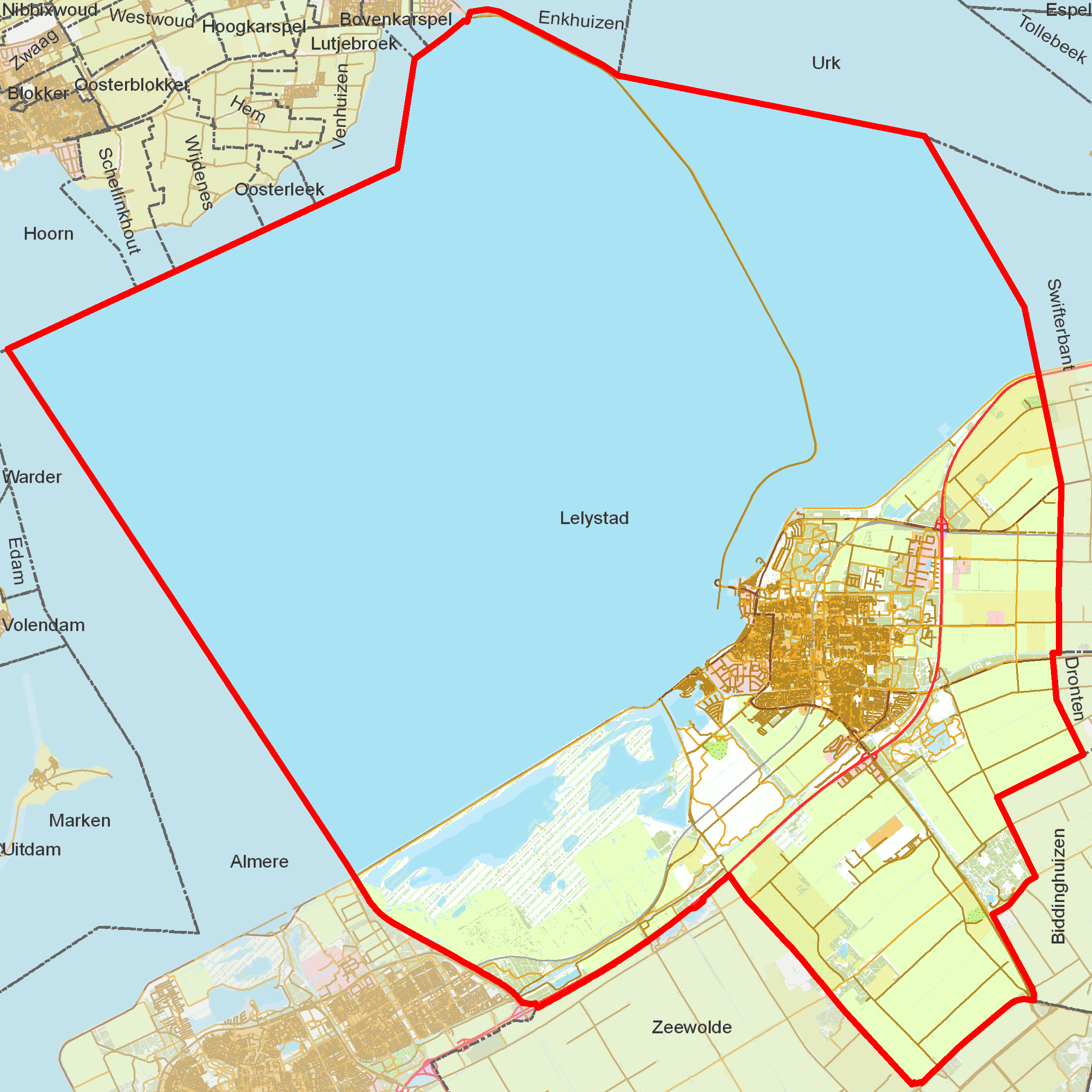
Woonplaatsen in de gemeente Lelystad

- Lelystad (1051)

## Noordoostpolder

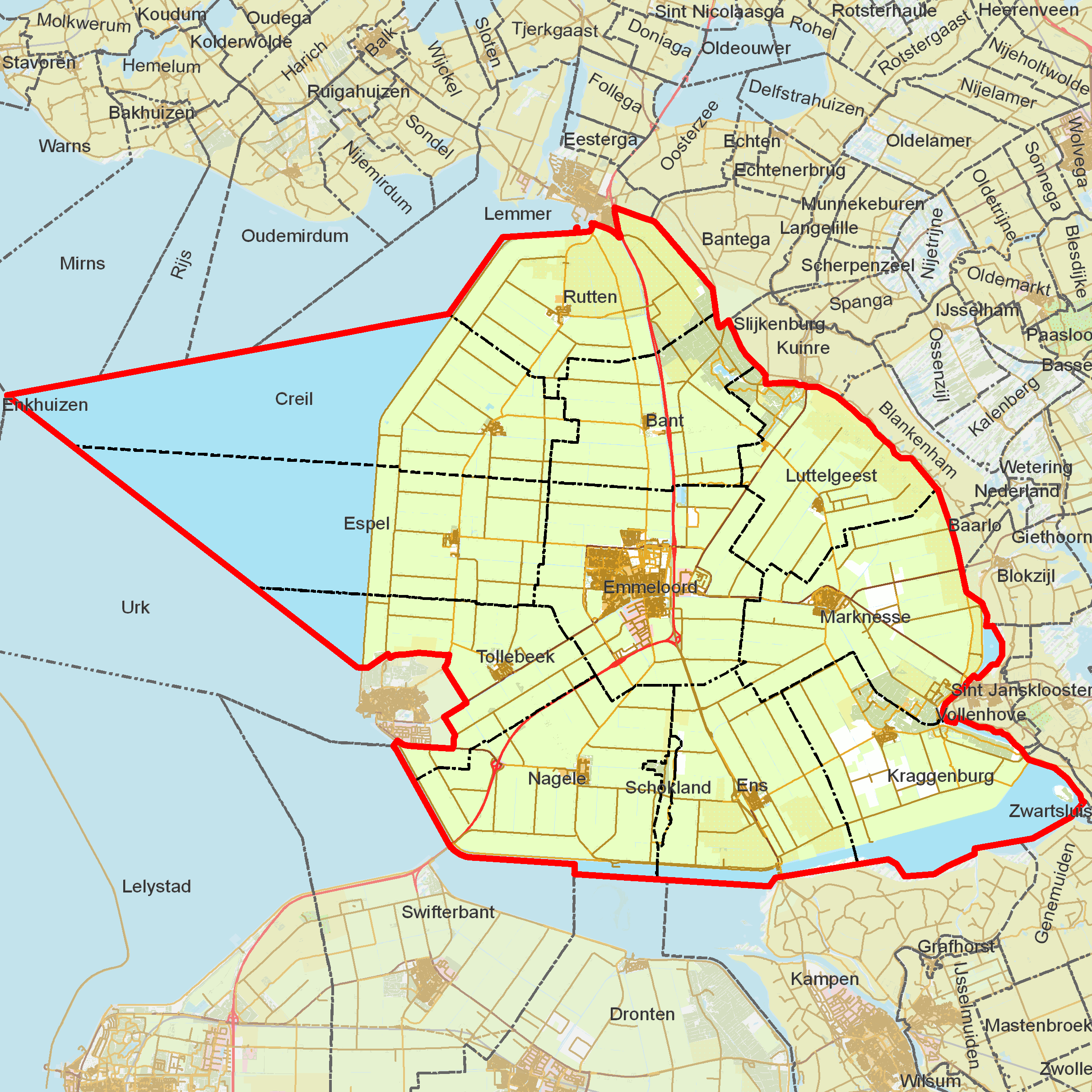
Woonplaatsen in de gemeente Noordoostpolder

- Bant (1272)
- Creil (1281)
- Emmeloord (1271)
- Ens (1276)
- Espel (1280)
- Kraggenburg (1275)
- Luttelgeest (1273)
- Marknesse (1274)
- Nagele (1278)
- Rutten (1282)
- Schokland (1277)
- Tollebeek (1279)

## Urk

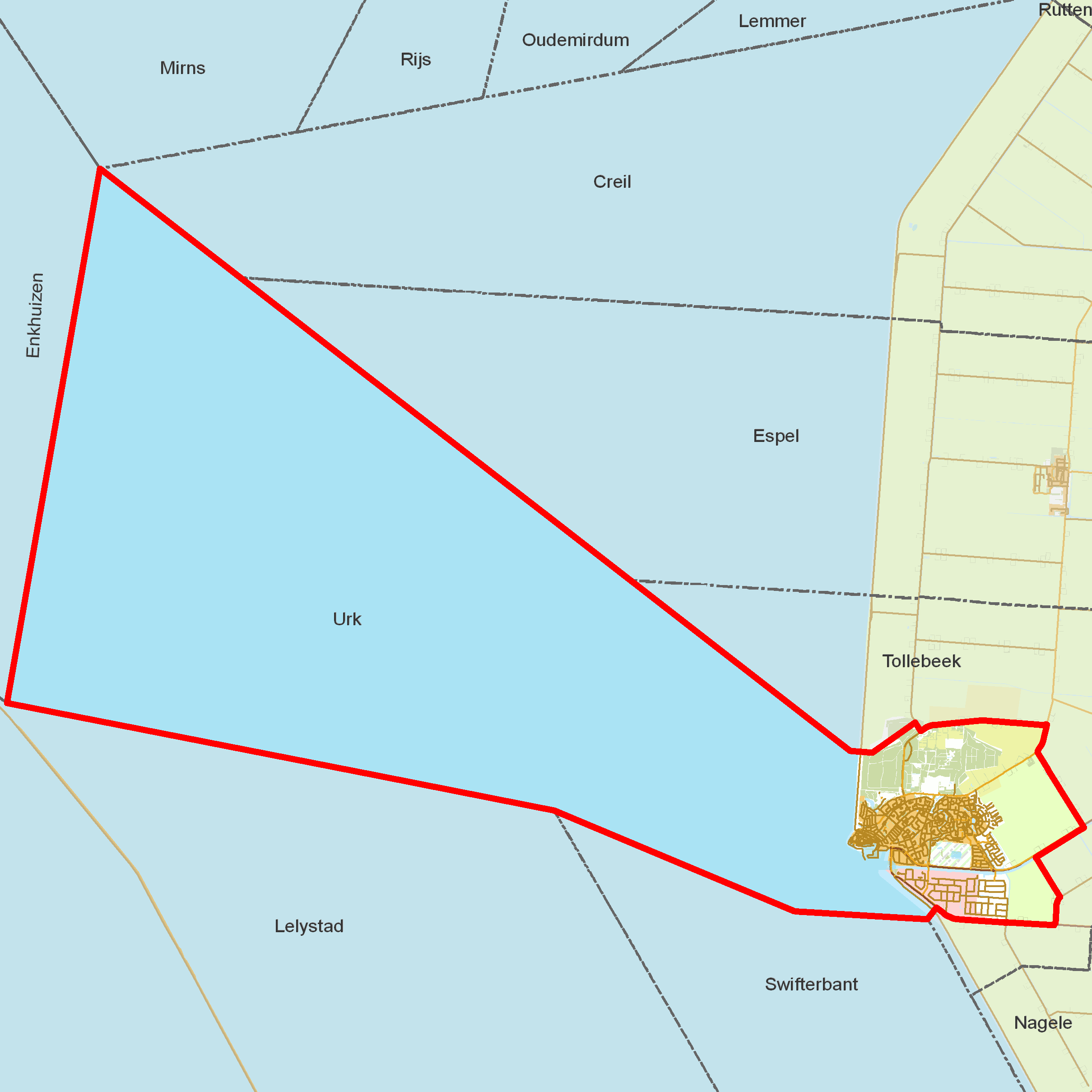
Woonplaatsen in de gemeente Urk

- Urk (2143)

## Zeewolde

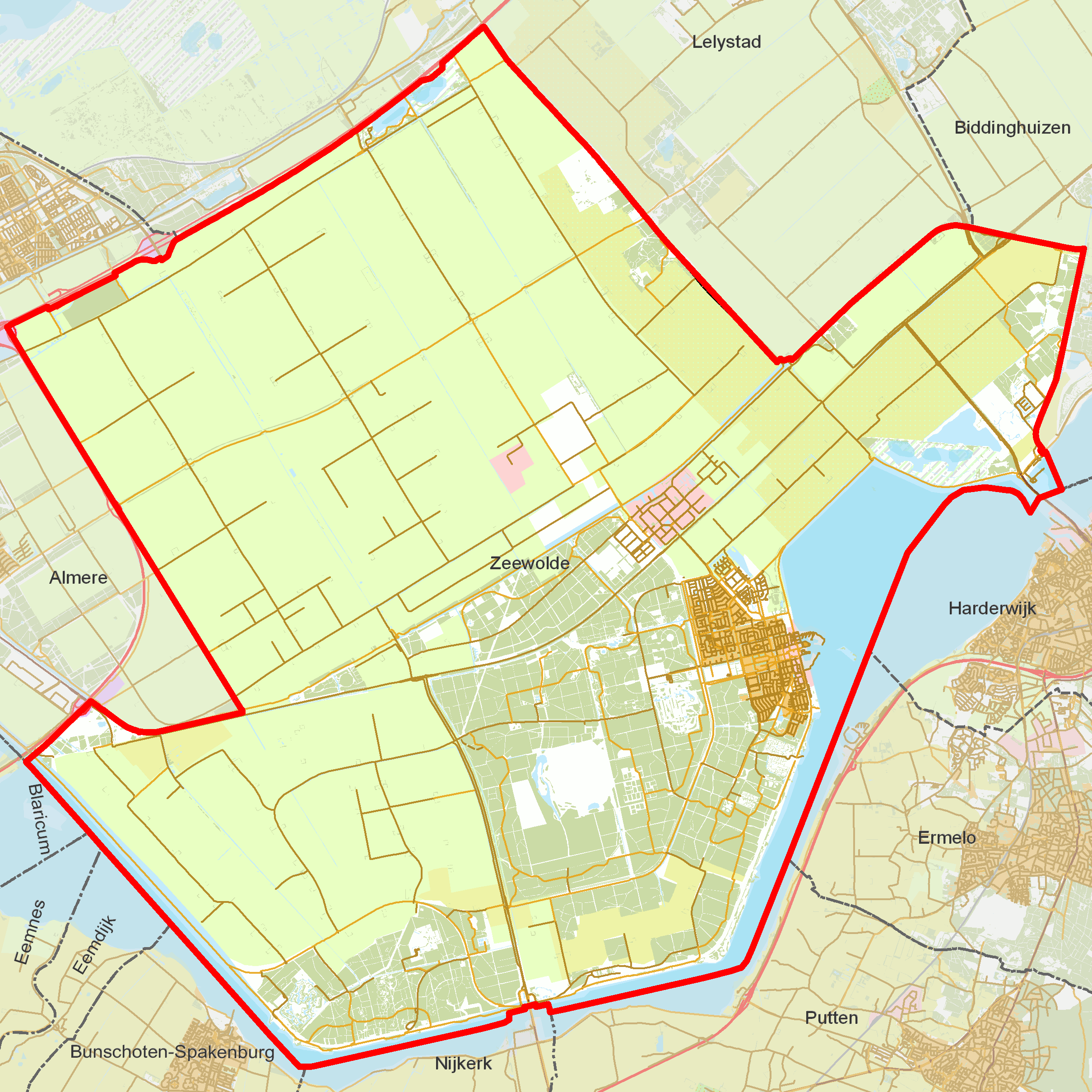
Woonplaatsen in de gemeente Zeewolde

- Zeewolde (1075)